# Harley-dag Breda
Harley-dag Breda was een gratis jaarlijks groot evenement dat gehouden werd in augustus in de binnenstad van Breda. Het evenement vond vooral plaats op en rond de straten van de Grote Markt en is uitgebreid tot het van Coothplein en de Keizerstraat in Breda.

## Geschiedenis
De eerste editie van de Harley-dag Breda was in 1989 en werd georganiseerd door Harley-Davidson rijders uit Breda en omgeving. In 1997 is de Stichting Harley Dag opgericht om het voortbestaan van het evenement te behouden. De Harley-dag Breda wordt georganiseerd door een groep vrijwilligers van de Harley Dag Breda die de Vrijwilligerspenning 2005 wonnen.
De Harley-dag vindt ook in andere plaatsen plaats zoals in Gouda, Appingedam, Leiden, Arnhem, Delfzijl en Valkenswaard.
In Breda is het echter het grootste evenement. Om het evenement aantrekkelijk te maken zijn er neven-activiteiten zoals stuntrijders en muziek van bands.
De Harley-dag Breda was bedoeld om een groot publiek te laten kennismaken met alles wat er rond Harley Davidson motoren en hun enthousiaste motorrijders plaatsvindt.
Het aanbod van motoren dat te bekijken was, is de laatste jaren heel erg gegroeid. Tussen de 8000 en de 10.000 motoren maakte hun opwachting in de binnenstad van Breda. Het evenement trok tegen de honderdduizend bezoekers.
In 2010 werd de 22e editie van het evenement gehouden, op 15 augustus. De haven in Breda is geheel vernieuwd en gaat deel uitmaken van de entree. Een groot deel van de motoren wordt hiernaartoe geleid om via de "Hoge Brug" de stad in te rijden.

### Einde
Na het tunneldrama in Duisburg zijn de veiligheidseisen voor dit soort grote evenementen verscherpt. Onenigheid tussen verschillende betrokken partijen over genomen maatregelen tijdens de Harley-dag 2010 heeft de organisatie doen besluiten te stoppen met het organiseren van het evenement.  De plaatselijke horeca spreekt van een drama.

### Resurrection
Eind 2014 kwam een aantal motorenthousiastelingen bij elkaar om dit evenement voor Breda nieuw leven in te blazen. Ze verenigden zich in de Stichting Harley-Dag Breda, waardoor er in 2015 weer een officiële Harley-Dag in Breda gehouden zou gaan worden. Ondanks alle inspanningen vanuit de Stichting is er geen overeenstemming met de Gemeente Breda gekomen met betrekking tot inrichting van het evenemententerrein.
Om Breda toch als motor-minded op de kaart te zetten is er in 2016 voor de eerste maal een alternatieve locatie gevonden op het Stads strand van Breda "Belcum Beach". Een dag die door velen als zeer succesvol werd ervaren en waar motorrijders uit Nederland maar ook van buiten de grenzen op af kwamen.

## No(n) Harley-dag
Ondanks het officiële einde van de Harley-dag Breda zijn er verschillende groepen en motorrijders die het evenement toch in hun agenda hadden staan. De Harley-dag hoort bij Breda daardoor wordt er op de derde zondag augustus "spontaan" door vele een tourtocht gepland ter herinnering  aan de mooie dagen van toen. De deelnemers willen laten zien dat motorclubs geen rivaliserende bendes zijn. Hoewel er nog veel Harley rijders aan deze tocht mee doen zijn alle merken en types welkom. Door het spontane karakter van de dag is het elk jaar weer afwachten of er mensen opstappen en gaan rijden. 

### 2011
Zo'n 400-tal motorrijders naar de binnenstad gekomen voor een alternatieve Harley-dag. Rondom de binnenstad hield de politie een waakzaam oogje in het zeil. Gevreesd werd dat er juist nu grote protesten en problemen zou de komen tegen het stoppen van de dag. Tevens was er de vrees voor rivaliserende motorbendes die met elkaar op de vuist zouden gaan. meerdere Harley-dagen waren omdeze reden al afgelast. Het werd in Breda echter een gezellige en vreedzame dag.  

### 2012
Een aantal Bredase motorclubs organiseerde op de derde zondag van augustus hun tourtocht. Tijdens deze tocht werd een aantal dorpen in de omgeving van Breda aangedaan alwaar de stoet groter werd. De tocht eindigde op het Kerkplein waar een bandje de motorrijders opwachtte en de No Harley-dag voor de tweede maal een gezellig niet georganiseerde dag werd.

### 2016
Op 21 augustus 2016 vond de eerste versie van het Bikes Blues & Barbeque evenement plaats wat ondanks het slechte weer zeer goed bezocht werd en wat door velen gezien werd als een alternatief. Er werd een toertocht georganiseerd, de band Farstreet https://www.youtube.com/watch?v=DvL6IAFj598 speelde de sterren van de hemel en er werd gebarbecued.